# Nigérie na Letních olympijských hrách 1984
Nigérie se účastnila Letní olympiády 1984 v americkém Los Angeles. Zastupovalo ho 32 sportovců (30 muži a 2 ženy) ve 4 sportech.

## Medailisté
| Medaile | Jméno                                                     | Sport    | Soutěž                    |
| ------- | --------------------------------------------------------- | -------- | ------------------------- |
| Stříbro | Peter Konyegwachie                                        | Box      | muži váha pérová do 57 kg |
| Bronz   | Innocent Egbunike Rotimi Peters Moses Ugbisien Sunday Uti | Atletika | Muži štafeta 4 × 400 m    |